# Бунич Павло Григорович
Павло Григорович Бунич (25 жовтня 1929, місто Москва, тепер Російська Федерація — 20 жовтня 2001, місто Москва, Російська Федерація) — радянський і російський діяч, економіст. Кандидат економічних наук, доцент, доктор економічних наук (1961), професор (1962), член-кореспондент Академії наук СРСР (1970), академік Академії комерційних наук (1992). Член ЦК КПРС у 1990—1991 роках. Народний депутат СРСР (1989—1991). Депутат Державної думи Російської Федерації (1993—1999).

## Життєпис
У 1952 році закінчив економічний факультет Московського державного університету імені Ломоносова (МДУ).
У 1952—1955 роках — аспірант економічного факультету Московського державного університету імені Ломоносова.
У 1955—1971 роках — старший науковий співробітник, завідувач відділення, заступник директора Науково-дослідного фінансового інституту Міністерства фінансів СРСР.
Член КПРС з 1956 по 1991 рік.
Одночасно з 1961 по 1964 рік очолював кафедру політекономії Московського автомобільно-дорожнього інституту. З 1965 по 1970 рік — завідувач лабораторії Центрального економіко-математичного інституту Академії наук СРСР.
У 1971—1975 роках — директор Хабаровського комплексного науково-дослідного інституту, директор-організатор Інституту економічних досліджень, член президії Далекосхідного наукового центру Академії наук СРСР.
З 1975 року працював професором Московського державного університету імені Ломоносова.
У 1976—1990 роках — завідувач кафедри господарського механізму управління економікою Московського інституту управління імені Серго Орджонікідзе.
У 1989 році був обраний народним депутатом СРСР від Академії наук СРСР, входив до Міжрегіональної депутатської групи, був заступником голови Комітету з питань економічної реформи, членом Конституційної комісії Верховної ради СРСР та членом Президії Міжпарламентського союзу, членом делегації СРСР у парламентській асамблеї.
З 1990 по 2001 рік — президент Союзу орендарів та підприємців СРСР (перетворений на Міжнародний союз орендарів та підприємців у 1993 році). Також обирався віцепрезидентом Російського союзу промисловців та підприємців. Був радником президента СРСР Михайла Горбачова та президента Російської Федерації Бориса Єльцина.
У 1990—1991 роках — проректор із наукової роботи Академії народного господарства при Раді міністрів СРСР.
У 1991—2001 роках — перший проректор Академії народного господарства при Уряді Російської Федерації.
1991 року увійшов до Політичної ради Руху демократичних реформ. З 1991 по 1993 рік — член Вищої консультаційно-координаційної ради при голові Верховної ради РРФСР, потім Президентської ради. У 1993 році став творцем та головою партії «Демократична ініціатива». У 1996 році увійшов до складу Ради громадсько-політичного руху «Наш дім — Росія». До Державної Думи першого скликання обраний 1993 року за списком блоку «Вибір Росії» (4 жовтня 1995 року вийшов із фракції), до Державної Думи другого скликання 1995 року обраний як незалежний кандидат; у Державній Думі Російської Федерації другого скликання був членом Ради фракції «Наш дім — Росія», головою Комітету з власності, приватизації та господарської діяльності.
Був президентом Міжнародного конгресу «За регіональний ринок Східної Європи та Азії», головою Науково-економічної ради при уряді Москви, членом керуючої ради громадсько-державного фонду «Російський центр приватизації». Автор низки книг та монографій з проблем економіки та управління народним господарством.
Помер 20 жовтня 2001 року в Москві. Похований на Новому Донському цвинтарі Москви.

## Основні праці
- Шляхи покращення використання основних фондів. Москва: Держфінвидав, 1962.
- Проблеми господарського розрахунку та фінансів в умовах реформи / За ред. академіка Рум'янцева. Москва: Фінанси, 1970.
- Господарський механізм розвиненого соціалізму: Сутність, структура, проблеми та перспективи. Москва: Наука, 1980.
- Головне — зацікавити: [Про стимулювання праці]. Москва: Економіка, 1986.
- Держмеханізм: ідеї та реальності. Москва: Політвидав, 1988.
- Самофінансування. 2-ге вид., перероблене та доповнене Москва: Фінанси та статистика, 1989.
- Нові цінності. Москва: Наука, 1989.

## Нагороди і звання
- орден Трудового Червоного Прапора (20.04.1990)
- орден «Знак Пошани»
- орден «За заслуги перед Вітчизною» IІІ ст. (Російська Федерація) (22.10.1999)
- орден Орла I ст. (Міжрегіональний комітет з нагород ордену Орла)
- медалі